# Diecezja Allegheny
Diecezja Allegheny (łac. Dioecesis Alleghensis, ang. Diocese of Allegheny) - historyczna diecezja Kościoła rzymskokatolickiego w metropolii Filadelfia w Stanach Zjednoczonych. Swym zasięgiem obejmowała tereny południowo-zachodniej Pensylwanii.

## Historia
Diecezja została kanonicznie erygowana 11 stycznia 1876 roku przez papieża Piusa IX. Wyodrębniono ją z diecezji Pittsburgh. Swym zasięgiem obejmowała tereny obecnych diecezji Greensburg i Altoona-Johnstown (w przybliżeniu). Siedzibą diecezji zostało miasto Allegheny, które od roku 1907 jest dzielnicą Pittsburgha. Jedynym ordynariuszem był lazarysta o. Michael Domenec, wcześniej biskup Pittsburgha. Po jego rezygnacji administratorem był bp Tuigg z Pittsburgha. Po trzynastu latach istnienia diecezja została zlikwidowana. Przyczyną były kłopoty finansowe diecezji Pittsburgh.

## Ordynariusze
- Michael Domenec CM (1876–1877)
- John Tuigg (1877–1889) – administrator apostolski

## Stolica tytularna
Obecnie siedziba diecezji jest biskupią stolicą tytularną. Biskupem tytularnym Allegheny jest biskup pomocniczy Newark John Flesey.

### Biskupi tytularni Allegheny
| Lp. | Biskup           | Funkcja                                   | Od                   | Do               |
| --- | ---------------- | ----------------------------------------- | -------------------- | ---------------- |
| 1   | George Leo Leech | emerytowany ordynariusz Harrisburga (USA) | 19 października 1971 | 12 marca 1985 †  |
| 2   | Edward Egan      | biskup pomocniczy Nowego Jorku (USA)      | 1 kwietnia 1985      | 5 listopada 1988 |
| 3   | Patrick McGrath  | biskup pomocniczy San Francisco (USA)     | 6 grudnia 1988       | 30 czerwca 1998  |
| 4   | Robert McManus   | biskup pomocniczy Providence (USA)        | 1 grudnia 1998       | 9 marca 2004     |
| 5   | John Flesey      | biskup pomocniczy Newark (USA)            | 21 marca 2004        |                  |